# Nom de Nebty

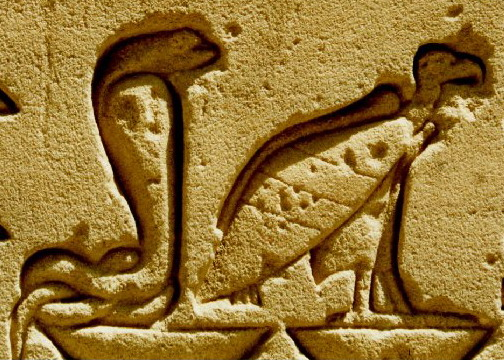
Les deux maîtresses

Le nom de Nebty (Les deux Maîtresses ou Les deux Déesses) est l'un des cinq noms qui, à partir du règne de Khéphren, forment la titulature des pharaons. Celle-ci comprend :
- le nom d'Horus
- le nom de Nebty
- le nom d'Horus d'or
- le nom de Nesout-bity
- le nom de Sa-Rê.

Le titre Nebty, qui introduit le nom proprement dit, place le roi sous la protection des deux déesses tutélaires d'Égypte, Nekhbet, la déesse-vautour de Haute-Égypte, et Ouadjet, la déesse-cobra de Basse-Égypte, chacune étant posée sur le caractère signifiant « maître/maîtresse », d'où l'appellation « les deux Maîtresses » :
| G16 |

Amenhotep III portait le nom de Nebty « Les deux Maîtresses : Semene-hepou segereh-taouy » (Qui établit les lois et apaise le Double Pays), Toutânkhamon celui de « Les deux Maîtresses : Néfer-hépou segereh-taouy sehetep-netcherou-nebou » (Celui dont les lois sont parfaites, qui pacifie les Deux Terres et satisfait tous les dieux).

## Transcription
Nebty s'écrit avec un y à la fin et non un i ; cette écriture définit un troisième nombre grammatical, le duel, qui se réfère à deux personnes, tout comme Taouy (le Double Pays ou les Deux Terres) ci-dessus qui se réfère à deux choses.

## Historique

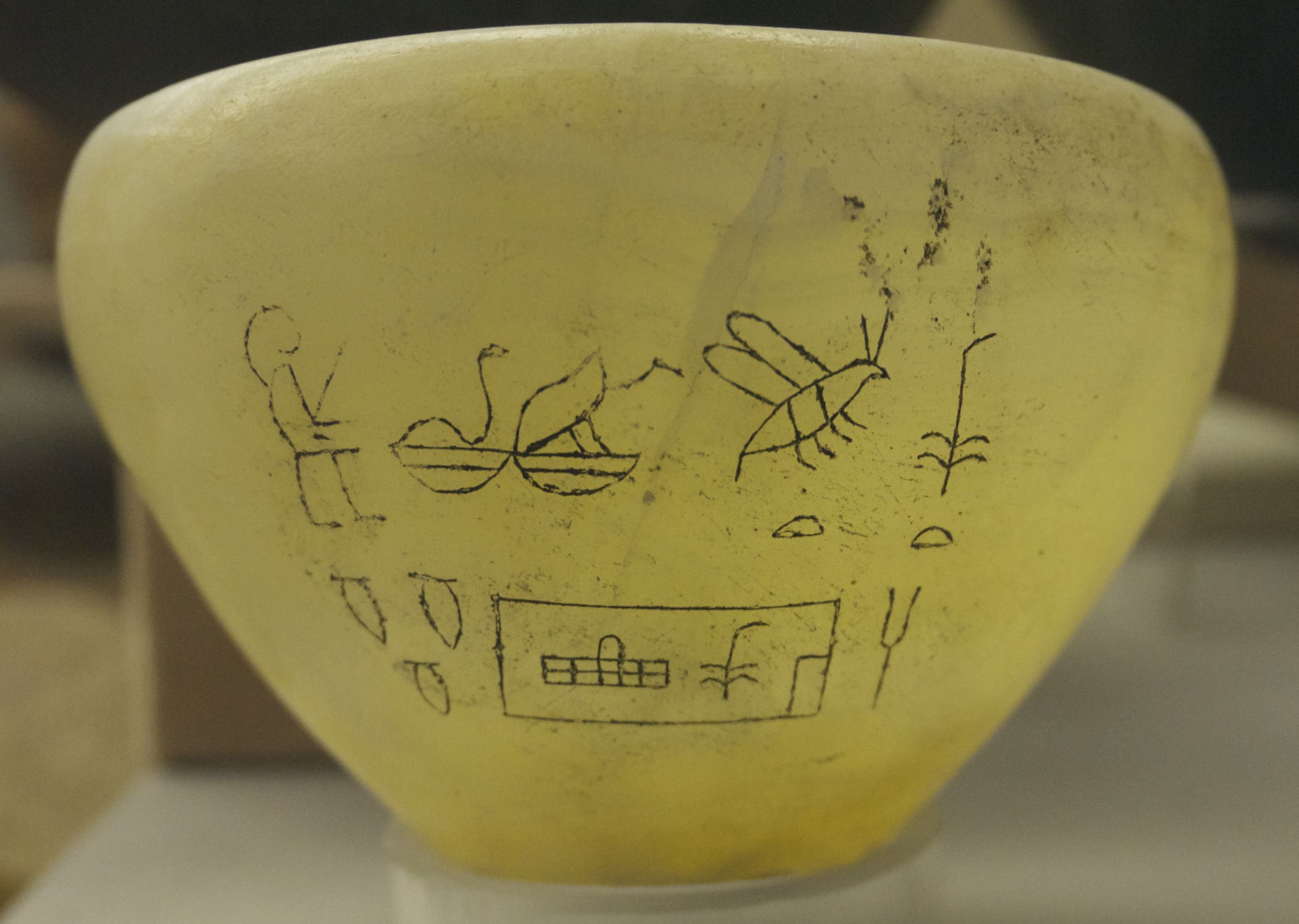
Vase en albatre inscrit du nom de Sémerkhet, avant-dernier pharaon de la. Musée des Antiquités nationales, Saint-Germain-en-Laye.

Après le nom d'Horus, le nom de Nebty est le deuxième plus ancien nom royal de l'histoire de l'Égypte antique, également connu sous le nom de « nom des deux dames ». Des égyptologues comme Toby Wilkinson et Ludwig David Morenz signalent un prototype évident du nom Nebty utilisé avant l'introduction de la forme définitive : des plaques d'ivoire provenant des tombes d'Abydos des rois Hor-Aha et Djer et de la reine Neith-Hotep montrent l'écusson des Deux Dames avec la couronne rouge au lieu du cobra sur un panier. Dans le cas de Hor-Aha, le blason de Nebty est particulièrement intéressant, car il est représenté à l'intérieur d'un bâtiment à trois cadres (sanctuaire ? tombeau ?) avec le hiéroglyphe Homme (signe Gardiner signifiant « rester » ou « durer »). Il est très controversé de savoir si ce groupe de signes donne simplement le nom d'un sanctuaire, s'il montre le nom Nebty de Hor-Aha à l'intérieur de sa tombe ou s'il montre, au contraire, le nom Nebty de Narmer, indiquant qu'Aha a enterré Narmer. Les plaques d'ivoire des rois Djer et Djet montrent le prototype à l'intérieur d'un palais et d'un sanctuaire, guidés par la notation que les rois ont visité le palais des Deux Dames ou supervisé la construction de caves à vin pour le sanctuaire de Nebty. La première utilisation de la forme définitive du blason de Nebty (vautour et cobra sur deux paniers) est apparue sous le règne du roi Sémerkhet, qui se faisait appeler Iry-Nebty (« gardien des Deux Dames »). Après lui, tous les futurs rois ont utilisé un nom Nebty, bien que tous les rois des premières dynasties et de l'Ancien Empire ne soient pas connus sous leur nom Nebty,.
Un autre problème dans la détermination des noms Nebty est une mode qui est apparue pendant le règne du roi Péribsen. Il fut le premier souverain à utiliser l'écusson Nebty comme un nom ou un titre distinct. Après lui, il semble que d'autres souverains aient également utilisé des noms Nebty séparés. Le cas du roi Qâ en est la preuve. Les inscriptions sur les plaques d'ivoire révèlent que Qâ utilisait manifestement deux noms Nebty différents : Qa-Nebty (« bras levé des Deux Dames ») et Sen-Nebty (« embrassé par les Deux Dames » ou « frère des Deux Dames »). Et le roi Hotepsekhemoui s'appelait lui-même Sehotep-Nebty (« les Deux Dames sont satisfaites (de lui) »), utilisant ainsi pratiquement le même nom que celui qu'il avait utilisé pour son serekh,. Un autre problème dans l'attribution des noms Nebty est que pendant l'Ancien Empire, les reines égyptiennes utilisaient également l'écusson Nebty comme partie de leur nom de naissance. Les exemples les plus marquants sont les reines Hétephernebty et Djefatnebty. Cela a posé un problème quant à l'interprétation d'un nom de Nebty apparaissant sur un pochoir en ivoire de Saqqarah. On se demande s'il s'agit du nom d'une reine (Djéseret-ânkh-Nebty) ou simplement du nom Nebty du roi Sekhemkhet,.